# ラスト・キャッスル
『ラスト・キャッスル』（原題：The Last Castle）は、2001年のアメリカ映画。

## キャスト
| 役名                         | 俳優                         | 日本語吹替 |
| ---------------------------- | ---------------------------- | ---------- |
| ユージーン・アーウィン元中将 | ロバート・レッドフォード     | 野沢那智   |
| ウィンターズ大佐             | ジェームズ・ガンドルフィーニ | 屋良有作   |
| イェーツ                     | マーク・ラファロ             | 咲野俊介   |
| ホイラーン准将               | デルロイ・リンドー           | 麦人       |
| アギラー元伍長               | クリフトン・コリンズ・Jr     | 高木渉     |
| ペルツ大尉                   | スティーヴ・バートン         | 佐久田修   |
| デルウォー元曹長             | ポール・カルデロン           | 立木文彦   |
| ボープレ                     | ブライアン・グッドマン       | 辻親八     |
| エンリケス                   | マイケル・アービー           | 古田信幸   |
| ドク                         | フランク・ミリタリー         | 山路和弘   |

- その他の声の出演：小室正幸、渡辺美佐、宝亀克寿、青山穣、石井隆夫、遠藤純一、木村雅史、定岡小百合、宮寺智子、樫井笙人、井上文彦、隈本吉成、くわはら利晃、鈴木正和、田尻ひろゆき、清水敏孝
- 日本語版制作スタッフ：演出：伊達康将、翻訳：佐藤恵子、調整：オムニバス・ジャパン、制作：東北新社